# Горбатов Борис Леонтійович
Борис Леонтійович Горбатов (рос. Борис Леонтьевич Горбатов) (2 (15) липня 1908, Петромар'ївський рудник  (нині місто Первомайськ, Луганська область), Слов'яносербський повіт, Катеринославська губернія, Російська імперія — 26 січня 1954) — український радянський письменник, сценарист, секретар Спілки письменників СРСР. Лауреат двох Сталінських премій другого ступеня (1946, 1952). Писав переважно російською мовою.

## Біографія

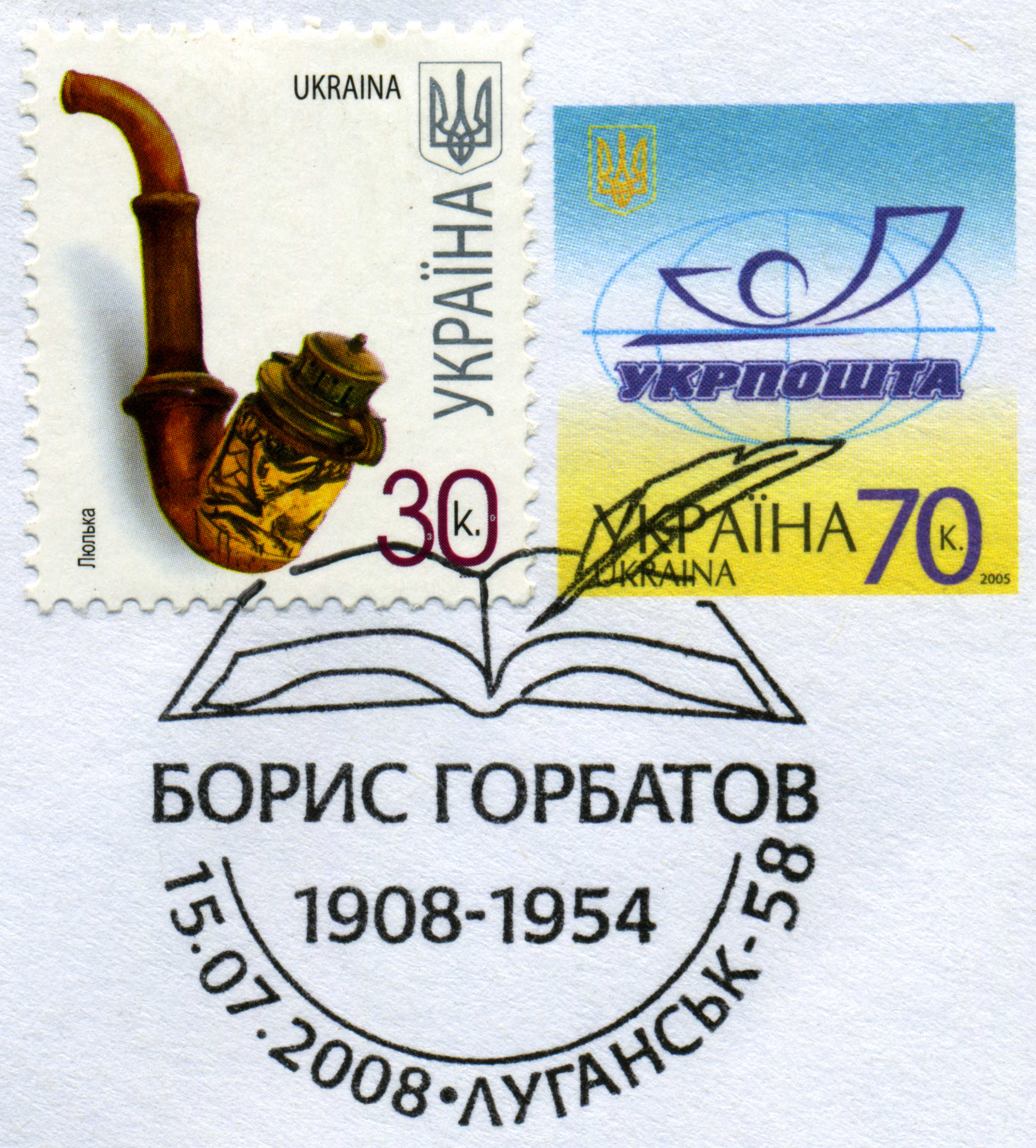
Спецпогашення до сторіччя з дня народження Бориса Горбатова

Борис Леонтійович Горбатов народився 15 липня 1908 року на Петромарьївському руднику, нині місто Первомайськ, Луганської області. У 1917 році родина переїхала в м. Бахмут. У 12 років, навчаючись у школі, він створив першу в Україні дитячу піонерську групу, в 14 років став комсомольцем, а в 19 — більшовиком.
У травні 1922 року на сторінках бахмутської робочої газети «Кочегарка» з'явився перший твір Б. Л. Горбатова — нарис «Ситі й голодні». У цій газеті робкор, а пізніше літературний співробітник публікував свої перші статті, нариси про життя і побут шахтарської молоді.
Б. Л. Горбатов був одним з організаторів і активним учасником Союзу пролетарських письменників Донбасу «Забой», створеного в жовтні 1924 року.
Обраний секретарем правління Всеросійської Асоціації пролетарських письменників, він переселяється в 1925 році до Москви. Тут Б. Л. Горбатов знайомиться з В. Маяковським і О. Серафимовичем.
У 1926 році Горбатов повертається в Донбас, де в 1928 році виходить з друку його повість про комсомольців Донбасу «Осередок».
Покликаний в армію в 1930 році, Б. Л. Горбатов їде на турецький кордон у м. Ахалцихе, де працює в полковій газеті. Результатом його спостережень над життям червоноармійців з'явилася книга нарисів «Гірський похід».
У 1933 році в журналі «Жовтень» було опубліковано роман Бориса Горбатова «Моє покоління».
У 1935 році, будучи спеціальним кореспондентом газети «Правда», Борис Горбатов на літаку полярного льотчика В. Молокова летить на острів Діксон і зимує там. У наступному році Б. Л. Горбатов знову в Арктиці, бере участь у перельоті над північним морським шляхом. Життя на Півночі дала письменникові матеріал для книги оповідань «Звичайна Арктика» (1940).
У 1950 році опублікований сценарій «Донецькі шахтарі» у співавторстві з В. М. Алексєєвим, а в 1951 році ця робота була відзначена Державною (Сталінської) премією СРСР.
На самому початку Великої Вітчизняної війни Борис Леонтійович перебуває в лавах Радянської Армії. Він — кореспондент газети «Правда», працівник фронтової преси. У роки війни Горбатов створює «Листи товариша» (1941—1942), повість «Олексій Куликов, боєць …» (1942), «Оповідання про солдатську душі» (1941—1942). Борис Горбатов одним з перших писав про звільнення Донбасу від німецьких військ.

Безпосередньо на місці знайомився з боротьбою луганчан проти гітлерівців, і в повісті «Нескорені» показав силу і мужність радянських людей. Повість, вперше надрукована в травні-вересні 1943 року в «Правді», була відзначена Державною (Сталінської) премією в 1946 році. Повість про героїчне підпілля передавалася по радіо, друкувалася на сторінках «Комсомольської правди». Це твір увійшло в золотий фонд радянської літератури про Велику Вітчизняну війну. За мотивами повісті створена опера Дмитра Кабалевського «Сім'я Тараса».
Письменник пройшов бойовий шлях до Берліна. Був присутній при підписанні акту про беззастережну капітуляцію гітлерівської Німеччини.
Після закінчення війни Борис Горбатов побував у багатьох зарубіжних країнах: Болгарії, Угорщині, Румунії, Югославії, а зиму 1945—1946 р.р. провів на Філіппінах і в Японії, працював у Донбасі кореспондентом «Правди». У 1951 році у пресі з'явилася перша книга задуманої Б. Л. Горбатовим епопеї про молодь 30-х років та зародження стахановського руху — роман «Донбас», що залишився незакінченим.
Б. Л. Горбатов був депутатом Верховної Ради РРФСР другого скликання, нагороджений орденами Вітчизняної війни 1-го ступеня, Червоної Зірки, Знак Пошани і медалями.
26 січня 1954 Борис Горбатов пішов із життя. Після смерті опублікована його п'єса «Одна ніч» (1956) і незакінчена повість «Олексій Гайдаш» (1955).
У 1978 році (посмертно) Б. Л. Горбатову присуджена премія Ленінського комсомолу за книги про трудові звершення комсомольців і молоді перших п'ятирічок.
Твори Б. Л. Горбатова були видані 200 разів (з них більше 100 — за кордоном), переведені на 47 мов, їх загальний тираж перевищив 8 мільйонів.

## Особисте життя
Двічі був одружений з актрисами: Тетяною Окуневською і Ніною Архиповою.

## Основні твори
- Горбатов, Б. Л. Собрание сочинений [Текст]: в 5-ти т. / Б. Л. Горбатов; вступ. ст. К. Симонова; критико-биогр. очерк, примеч. Г. Колесниковой. — М.; Гослитиздат, 1955—1956.
- Т. 1: Романы. — 1955. — 704 с. — Содерж.: Мое поколение; Алексей Гайдаш.
- Т. 2: Рассказы и повести. — 1955. — 527 с.
- Т.З: Романы. — 1955. — 568 с. — Содерж.: Донбасс; Перед войной (главы романа).
- Т.4: Очерки. — 1956. — 527 с. — Содерж.: Полеты в Арктику; Годы великой стройки; Портреты героев; Военные; В Японии и на Филиппинах; После войны.
- Т.5: Пьесы. Сценарии. Статьи. Дневники. — 1956. — 611 с.
- Горбатов, Б. Л. Избранные произведения [Текст]: в 2-х т. / Б. Л. Горбатов; вступ. ст. М. Кузнецова. — М.: Худож. лит., 1980.
- Т. I: Мое поколение: роман. — 1980. — 351 с.
- Т.2: Обыкновенная Арктика: рассказы; Непокоренные: повесть. — 1980. — 351 с.
- Горбатов, Б. Л. Избранная проза [Текст] / Б. Л. Горбатов. — Якутск: Кн. Изд-во, 1986. — 495 с.
- Горбатов, В. Л. Алексей Гайдаш [Текст]: роман / Б. Л. Горбатов. — Барнаул: Алт. кн. Изд-во, 1969. — 259с.
- Горбатов, Б. Большая вода [Электронный ресурс] // Lib.align.ru. Электронная библиотека. — https://web.archive.org/web/20121009140731/http://2lib.ru/getbook/15118.html.
- Горбатов, Б. Л. Военные годы [Текст]: повести, рассказы, очерки / Б. Л. Горбатов. — М.: Сов. писатель, 1954. — 33 с.
- Горбатов, Б. Л. Годы борьбы [Текст]: произведения военных лет / Б. Л. Горбатов; ред.-сост. Мержанов М. И.; вступ. ст. Б. Галина. — М.: Воениздат, 1955. — 520 с.
- Горбатов, Б. Л. Горный поход [Текст]: очерк / Б. Л. Горбатов. — М.: Воениздат, 1966. — 192 с.
- Горбатов, Б. Л. Донбасс [Текст]: роман / Б. Л. Горбатов; вступ. ст. М. П. Диченскова. — Донецк: Донбас, 1984. — 398 с.
- Горбатов, Б. Л. Мое поколение [Текст]: роман / Б. Л. Горбатов; послесл. К. Симонова. — Кемерово: Кн. изд-во, 1980. — 334 с.
- Горбатов Б. Наш город [Текст]: глава из романа / Б. Л. Горбатов // Донбасс. — 1993. — № 8. — С. 60-73.
- Горбатов, Б. Л. Непокоренные; Алексей Куликов, боец; Письма к товарищу [Текст]: повесть, публицистика / Б. Л. Горбатов. — Донецк: Донбас, 1987. — 184 с.
- Горбатов, Б. Непокоренные (семья Тараса) [Текст]: повесть / Б. Л. Горбатов. — Донецк: Донбас, 1976. — 143 с.
- Горбатов, Б. Л. Обыкновенная Арктика [Текст]: рассказы / Б. Л. Горбатов; вступ. ст. В. С. Молокова; худож. В. Н. Антонов. — Хабаровск: Кн. изд-во, 1980. — 285 с.
- Горбатов Б. Письма товарищу [Текст] / Б. Л. Горбатов // Донеччино моя!. — Донецьк: ЦСО, 2007. — С. 99-130.
- Горбатов, Б. Л. Присяга [Текст]: повести; очерки; дневники / Б. Л. Горбатов; сост., предисл. и примеч. А. В. Ионова. — Донецк: Кн. изд-во, 1963. — 381 с.
- Горбатов Б. Шахтёры [Электронный документ]; Мариуполь; Чувство движения; Весна на юге; Лагерь на Майданеке; В районах Берлина; Капитуляция Германии // От советского информбюро… 1941—1945. — http://www.bibliotekar.ru/informburo/index.htm [Архівовано 15 травня 2010 у Wayback Machine.].
- Горбатов, Б. Л. Юность отцов [Текст]; Одна ночь; Закон зимовки: пьесы / Борис Горбатов; предисл. К. Симонова; примеч. Г. Колесниковой. — М.: Искусство, 1964. — 295 с.